# Michel Roux-Carbonnel
Michel Roux-Carbonnel est un homme politique français, né le 18 juillet 1788 à Nîmes (Gard) et mort le 12 juillet 1857 dans la même ville. 

## Mandats
- Conseiller municipal de Nîmes
- Député du Gard (1848-1851)

## Fonction
- Président du Tribunal de commerce de Nîmes (jusqu'en 1839)

## Sources
- « Michel Roux-Carbonnel », dans Adolphe Robert et Gaston Cougny, Dictionnaire des parlementaires français, Edgar Bourloton, 1889-1891 [détail de l’édition]